# ゼロ、ハチ、ゼロ、ナナ。
『ゼロ、ハチ、ゼロ、ナナ。』は、辻村深月による日本の小説。第142回直木賞候補作、第31回吉川英治文学新人賞候補作。

## 概要
『スロウハイツの神様』以来、約3年ぶりとなる書き下ろし作品で、講談社創業100周年記念企画「書き下ろし100冊」の1冊。
テーマは「女子」の「格差」で、作者の故郷である山梨県を舞台に、30歳前後の女性たちの“息苦しさ”が描かれる。読者がそれぞれ属するコミュニティの中で、登場人物に近いイメージの友だちを想像できるように、登場人物の造形の描写はほとんどない。

## あらすじ
すべての娘は、自分の母親に等しく傷つけられている。
幼なじみのチエミが母親を殺して逃げた。誰もが羨むほど仲が良かったあの親子に一体何があったのか……。どうして娘に殺される母親はうちの母親じゃなかったの……。母親を嫌い、地元を嫌い、過去を捨てるように上京し幸せな結婚生活を送っていたみずほは、あることに思い至り、逃げ続けるチエミの行方を追う。
第一章はチエミを探すみずほの視点で、第二章は逃亡中のチエミの視点で書かれる。

## 登場人物
神宮司 みずほ（じんぐうじ みずほ）
雑誌ライター。27歳で後の夫・啓太と出会い、29歳で結婚して東京で暮らす。子どもができにくい体質で、流産を経験している。父親は建設会社の役員。
望月 チエミ（もちづき ちえみ）
みずほの幼馴染み。家が近所で、中学まで一緒だった。両親はさくらんぼ農家。母親ととても仲が良く、何でも話していた。母親・千草を刺し殺したとして指名手配される。
古橋 由起子（ふるはし ゆきこ）
チエミの小学校から高校までの同級生で手芸部仲間。
北原 果歩（きたはら かほ）
友達思いで、誰にでも優しい。仲間内で一番可愛くて人気があった。契約していた会社の妻子ある男性と不倫をしている。
飯島 政美（いいじま まさみ）
合コンなどでいつも幹事役を引き受けていた。仲が良すぎるチエミの家族を少し気持ち悪く思っている。
柿島 大地（かきしま だいち）
みずほの大学時代のサークル仲間。山梨への赴任が決まった時、みずほからチエミを紹介され、一時的に付き合っていた。
梁川 啓太（やながわ けいた）
みずほの夫。「世界のマツバ」と呼ばれるマツバ電機に勤めている。みずほの兄の後輩。
添田 紀美子（そえだ きみこ）
チエミの小学校6年生の時の担任教師。チエミが母親を殺した後、最初に頼った。
望月 康孝（もちづき やすたか）
チエミの父親。町内会主催の旅行から帰り、居間で妻・千草の遺体を発見する。
塩田 利之（しおた としゆき）
山梨県警察捜査一課警部補。
及川 亜理紗（おいかわ ありさ）
チエミが働いていた建築会社・サガラ設計の正社員。建築士。事件直前にチエミと口論になった。
瀬尾 新一（せお しんいち）
富山の高岡育愛病院の産科医師。5年前に導入された『天使のベッド』（通称・赤ちゃんポスト）の閉鎖が議論されている。
山田 翠（やまだ みどり）
逃亡中のチエミを助けた富山の大学生。

## 幻のテレビドラマ化
本作品をNHKがテレビドラマ化し、2012年5月にBSプレミアム「プレミアムドラマ」枠にて4回シリーズで放送する予定だった。キャストも長澤まさみ、黒木華、佐藤江梨子、風吹ジュンらの起用が決まっていたが、同年2月、原作者である辻村とその著作権管理を委託された講談社が大森寿美男の脚本の内容に納得せず、ドラマ化許諾の白紙撤回を申し出たことから、クランクイン前日になってドラマの制作並びに放送中止を余儀なくされた。
NHKは講談社に対し同年6月21日、損害賠償を求める民事裁判を東京地方裁判所に提起したことを発表した。NHK側は約5982万円の支払いを求めていたが、2015年4月28日、東京地方裁判所の岡崎克彦裁判長は「脚本の承認がされていない以上、許諾契約が成立したとは言えない。NHKには小説の主題に関する理解が十分でなかったきらいがある」として訴えを棄却した。判決内容は、講談社側の主張を認定しており、講談社勝訴となっている。
裁判の過程で明らかになった事件経過は、次の通り。
- 2011年9月22日 - NHKから講談社へ映像化の打診
- 同年11月15日 - 講談社が口頭で肯定的な意思を示す[注 1]
- 同年12月19日 - NHKから送られてきた第1話の準備稿を読んだ辻村が脚本に疑念を示す

（以後2話以降の準備稿・改稿が届く中で、辻村・講談社側は随時疑問・意見を返し、最終話までの脚本を読みたい旨を伝達）
- 2012年1月25日 ｰ 最終話（4話）までの準備稿を辻村・講談社側が受け取る
- 同年1月30日 - 全話準備稿を読んだ辻村が「このまま進めるのであれば白紙に」と書面で伝える。同日NHKより同年2月6日に予定されているクランクインは延期できるが、延期できるのは1週間から10日と講談社へ伝達[7]

（以後複数回に渡るやり取りがあったが事態は好転せず）
- 同年2月5日 - 講談社側がNHKへ映像化の企画の白紙化を通知

NHKは東京高裁へ控訴したが、2015年12月24日、裁判所の勧告に従い紛争の早期解決のため、和解した。具体的な和解条件は非公開だが、NHKが敗訴した一審判決を前提としたと両者連名でコメントしている。